# ビビッと!TV
『ビビッと!TV』（Vivit TV）は、テレビ埼玉で2022年1月9日から毎週日曜（土曜深夜）1:30 - 2:00（JST）に放送されているトークバラエティ番組である。

## 概要
Bstar所属女優が週替わりでMCを担当するトークバラエティ番組。コンセプトは“令和の深夜バラエティ”。
2022年4月15日、Twitterアカウントが凍結し情報提供ができなかったことを報告。5月15日には、YouTubeアカウント停止されていたこととこの日から復活したことを報告。
テレビ埼玉での放送は6月26日（25日深夜）放送分で最後となっている。2022年7月13日よりCS放送局・刺激ストロングチャンネルで放送開始（テレビ埼玉放送分）。

## 出演者

### 月替わりMC
女優プラス男性芸人コンビの3人で進行を務める。初回は白石茉莉奈+カカロニ（女優は月替わり司会）。男性芸人も当初は月替わり等を予定していたが、カカロニで固定された。
- 白石茉莉奈
- 天使もえ
- 戸田真琴
- カカロニ（栗谷悟史、すがやなおひろ）

#### マンスリーMC、ゲスト
- 2022年1月9日 - 30日、MC：白石茉莉奈、カカロニ　ゲスト：本郷愛、石原める、本田もも、さくられん
- 2022年2月6日 - 27日、MC：天使もえ、カカロニ　ゲスト：本郷愛、愛宝すず、五十嵐清華　※2月13日週は白石もリポーターとして出演。
- 2022年3月6日 - 27日、MC：戸田真琴、カカロニ　ゲスト：本郷愛、さくられん、五十嵐清華[7]　27日分は白石、多香良がリポート出演
- 2022年4月3日 - 30日、MC：白石茉莉奈、カカロニ　ゲスト：本郷愛、愛宝すず、五十嵐清華
- 2022年5月7日 - 28日、MC：天使もえ、カカロニ　ゲスト：本郷愛、愛宝すず、五十嵐清華
- 2022年6月5日 - 26日、MC：戸田真琴、カカロニ　ゲスト：未歩なな、千鶴えま

## 主なコーナー
ビビッと調査隊
巷の話題のもの、場所を美女たち（ロケMC）が調査。
番組セット制作計画
白ホリゾントのスタジオにセットを製作するべく、アイディアを視聴者から募集する。4月3日分よりカラオケバー内で収録しており、深夜の女子会、深夜の合コンをテーマにしている。5月7日分よりラグジュアリーホテルを舞台に収録。
深夜の生発信タイム
プレゼンしたい女性ゲストが登場し、芸人チームに勝てば60秒のアピールタイムを獲得する。芸人チームが勝てば芸人側がプレゼン時間を逆に獲得できる。勝負内容は週替わりだが、初回は水着への早脱ぎ対決が行われた。
銀座あゆみクリニック院長に聞く気になる女性の悩み
医師・増田あゆみを招き、性にまつわる女性の悩みをみんなで考え、回答する。
〇〇させろ!栗谷1グランプリ
2月12日放送分より開始。様々なシチュエーションでゲスト女優陣がカカロニ栗谷を相手にお題に沿った演技をする。採点は栗谷が独断と偏見で行う（500点満点で採点）。第1回は「キュンキュンさせろ」でバレンタインデーチョコの受け渡しを採点。MC・天使もえいわく「よく考えたらとてつもなく気が狂ってる企画」。天使は「（女優陣にとって）ターゲット層の童貞心を掴む」訓練とのフォローも入れている。
ビビッとニュース
Bstar女優に関連する最新情報、イベント情報を伝える。
クリカメ
栗谷が小型カメラを持ち、女性ゲストにインタビューを行う。AVインタビューのような流れからボケに走るのがお約束。
深夜の悩める相談室
視聴者からの悩み相談を女性ゲスト陣が解決する。最終的には栗谷が相談者役となり、コント形式で解決法を導く。
愛のおしおき・〇〇の反省部屋
4月3日週からのエンディングコーナー。その日の放送内で粗相をしてしまった出演者にMCが罰ゲームを与える。〇〇の中は白石＝まりりん、天使＝もえぴょん。
真実を見破れ!セクシービデオ伝説!ウソ?ホント?
ゲストを交えた女優4人がセクシー業界にまつわるエピソードを披露。カカロニ2人が回答者となり、真実を喋っている1名を当てる。

## スタッフ
- ナレーション：山吹りょう[8]
- 企画：スガさん
- 編集デザイナー：二ージーだお→二ージー
- 監督：ハマさん
- プロデューサー：ロウリュウ
- 撮影協力：パンダスタジオ赤坂→渋谷SESSION→ラグジュアリーホテルSARA錦糸町店
- 制作：ビースター
- 製作：アイダロ
- 制作著作：ビビッと!TV製作委員会

## 特別企画
- 2022年6月よりスマホゲームアプリ「ロードモバイル」（IGG）が番組スポンサーとなったことを記念し、同月より愛宝すず、五十嵐清華、さくられん3人によるギルドイベントが開催された[9]。7月4日、勝者が五十嵐清華に決定[10]。